# Olympische Jugendspiele

Logo der Olympischen Jugendspiele

Die Olympischen Jugendspiele (englisch Youth Olympic Games (YOG); französisch Jeux Olympiques de la Jeunesse (JOJ)) sind Multisportveranstaltungen unter der Aufsicht des Internationalen Olympischen Komitees (IOC), die alle vier Jahre stattfinden. Wie bei den Olympischen Spielen werden Sommer- und Winterspiele ausgetragen, aber im Gegensatz zu den Olympischen Spielen richten sich die Jugendspiele an Sportler im Alter von 14 bis 18 Jahren.
Die Olympischen Jugend-Sommerspiele finden in dem Jahr der Olympischen Winterspiele und die Jugend-Winterspiele im Jahr der Olympischen Sommerspiele statt. Die 1. Olympischen Jugend-Sommerspiele waren 2010 in Singapur – die 1. Olympischen Jugend-Winterspiele 2012 in Innsbruck (Österreich).
Wegen der COVID-19-Pandemie wurden die IV. Olympischen Jugend-Sommerspiele 2022, die in Dakar (Senegal) stattfinden sollten, abgesagt und auf 2026 verschoben.

## Entstehung
Am 5. Juli 2007 beschlossen die IOC-Mitglieder auf Initiative ihres damaligen Präsidenten Jacques Rogge die Einführung einer Jugendversion der Olympischen Spiele, aber die Idee zu Olympischen Jugendspielen hatte der Österreicher Johann Rosenzopf bereits im Jahr 1998. Niemand zeigte damals Interesse – einschließlich das Internationale Olympische Komitee, das im Hinblick auf den vollen Sportkalender die Idee verwarf. Es kam zu einer gerichtlichen Auseinandersetzung um die Urheberschaft der Idee für die Jugendspiele – im Zuge dieses Rechtsstreits wurde im November 2010 schließlich Rosenzopf als Ideengeber für die Jugendspiele vom IOC anerkannt und gewürdigt.
Nach dem Beschluss im Juli 2007 zeigten elf Städte Interesse, die ersten Olympischen Jugend-Sommerspiele 2010 auszutragen. Das IOC akzeptierte die Bewerbungen von Athen, Bangkok, Debrecen, Guatemala, Kuala Lumpur, Moskau, Posen, Singapur und Turin. Das Bewerberfeld wurde nochmals vom IOC auf Moskau und Singapur verringert und am 21. Februar 2008 konnte sich die Bewerbung Singapurs mit 53:44 Stimmen durchsetzten.
Am 12. Dezember 2008 gab das IOC bekannt, dass die ersten Olympischen Jugend-Winterspiele 2012 in Innsbruck ausgetragen werden, wo bereits die Olympischen Winterspiele von 1964 und 1976 stattgefunden hatten. Die österreichische Stadt in Tirol hatte sich gegen Harbin, Kuopio und Lillehammer durchgesetzt.

## Konzept

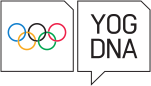
Logo der Olympischen Jugendspiele vor Oktober 2017

Bereits vor der Einführung der Jugendspiele gab es im Rahmen der olympischen Bewegung Sportveranstaltungen für die Jugend wie das Europäische Olympische Jugendfestival und das Australian Youth Olympic Festival. Diese Festivals sind sehr erfolgreich und dienen als Vorbild für die Olympischen Jugendspiele. Darüber hinaus übernahm das IOC die Schirmherrschaft über die World Youth Games, die 1998 in Moskau stattgefunden hatten und dann durch die Jugendspiele ersetzt wurden.
Das IOC sieht die Jugendspiele als eine Möglichkeit, die weltbesten jungen Athleten zusammenzubringen, ihnen die olympische Bewegung näherzubringen sowie die Gesundheit und gleichzeitig eine spätere Teilnahme an Olympischen Spielen zu fördern. Zusätzlich soll die Jugendversion der Olympischen Spiele neben den sportlichen Wettkämpfen auch Bildung und kulturellen Austausch beinhalten, weswegen Bildungs- und Kulturprogramme wesentlicher Bestandteil der Olympischen Jugendspiele sind.
Nach dem Willen des IOC sollen die Jugendspiele kleiner sein als das Pendant für Erwachsene – daher beschloss das IOC, dass die Jugend-Sommerspiele nur 12 Tage bzw. die Jugend-Winterspiele 10 Tage dauern und der Umfang der nationalen Mannschaften nicht die Anzahl von 70 Athleten überschreiten sollten.
Ursprünglich sollten keine Nationalflaggen und Nationalhymnen bei den Jugendspielen verwendet werden, damit die Konkurrenz zwischen den Ländern in den Hintergrund rückt. Das konnte sich nicht durchsetzen.

## Anforderungen an die Gastgeberstädte
Der Umfang der Olympischen Jugendspiele ist kleiner als derjenige der originalen Olympischen Spiele, so dass sich auch für kleinere Städte die Möglichkeit bietet, ein olympisches Multisportevent auszutragen.
So sollten für die Austragung keine neuen Sportstätten gebaut werden – mit Ausnahme von temporären Anlagen oder einem möglichen olympischen Dorf, das später in eine Wohnsiedlung umgewandelt wird. Sämtliche Sportanlagen müssen sich in derselben Stadt befinden.
Nach den Bewerbungsanforderungen des IOCs soll für Sommer-Jugendspiele ein Leichtathletikstadion mit einer Kapazität von 10.000 und ein Schwimmstadion mit einer Kapazität 2.500 in der Stadt zur Verfügung stehen.
Des Weiteren weist das IOC darauf hin, dass das öffentliche Nahverkehrssystem des Austragungsortes für die Jugendspiele nicht ausgebaut zu werden braucht.

## Finanzierung
Ursprünglich wurden die Kosten für die ersten Olympischen Sommer-Jugendspiele auf 30 Millionen US-Dollar geschätzt, für die Olympischen Winter-Jugendspiele auf 15 bis 20 Millionen US-Dollar. In diesen Kosten waren keine Infrastrukturmaßnahmen für Wettkampfstätten enthalten. Das IOC legte fest, dass die Gastgeberstadt die Kosten für die Infrastruktur und Wettkampfstätten tragen muss – dafür übernahm das IOC die Reisekosten, Kost und Logis für Athleten und Betreuer.
Die tatsächlichen Kosten für Singapur 2010 beliefen sich auf ca. 386 Millionen Singapur-Dollar (284 Millionen US-Dollar), die hauptsächlich lokalen Unternehmen zugutekamen. Die internationalen Gäste gaben ca. 68,1 Millionen Singapur-Dollar (50,1 Millionen US-Dollar) aus, was zu einer Erhöhung von ca. 41,9 Millionen Singapur-Dollar für die Wirtschaft von Singapur führte.
Das Budget über 23 Millionen Euro für die ersten Olympischen Jugend-Winterspiele in Innsbruck 2012 konnte gehalten werden.
Die operativen Kosten für die Jugend-Winterspiele in Lausanne 2020 werden auf ca. 48 Millionen Schweizer Franken prognoziert – was einen Überschuss von ca. 400.000 CHF bedeuten würde.

## Sport

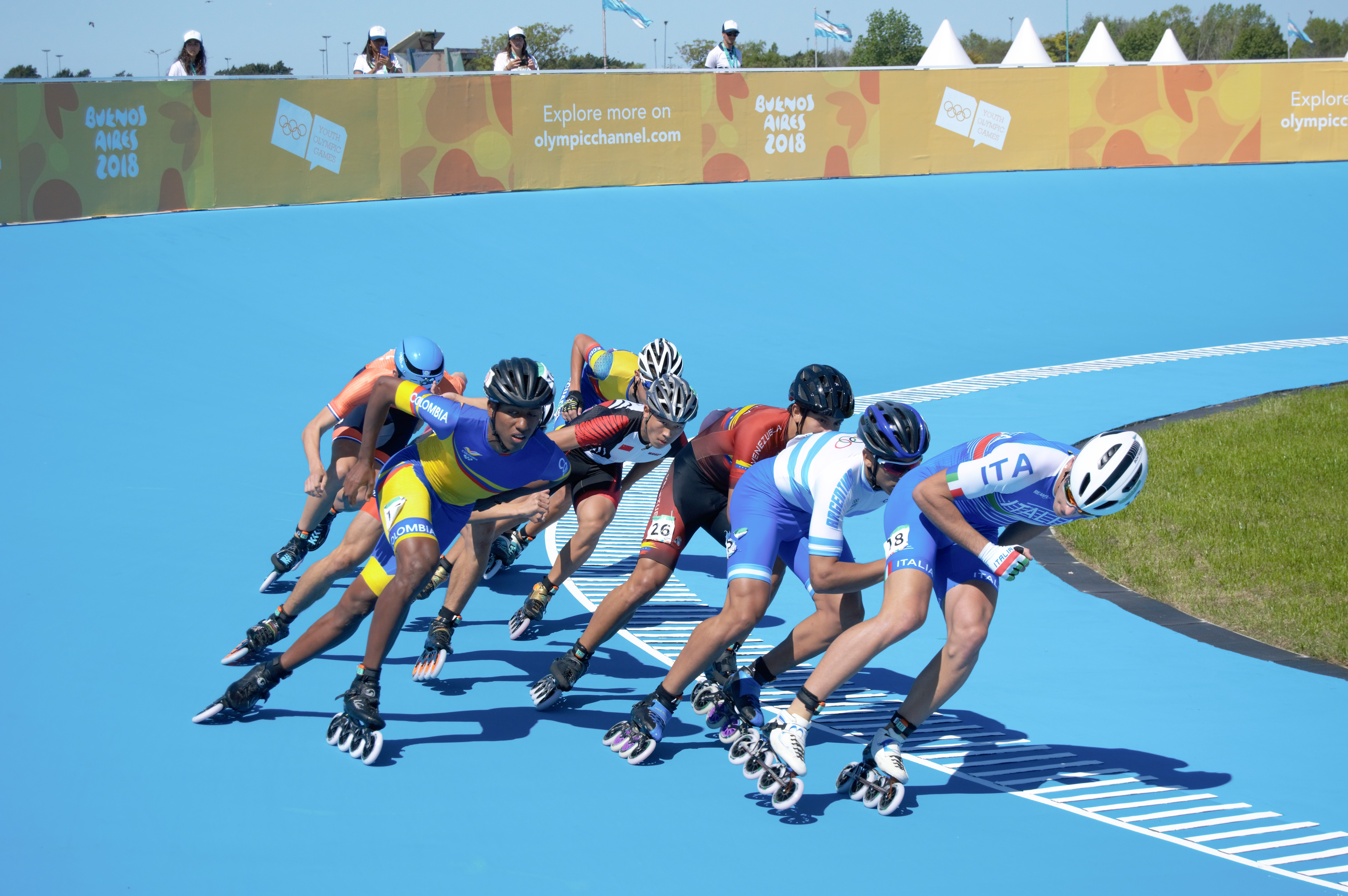
1000 m Sprint Finale der Jungen im Inline-Speedskating in Buenos Aires 2018

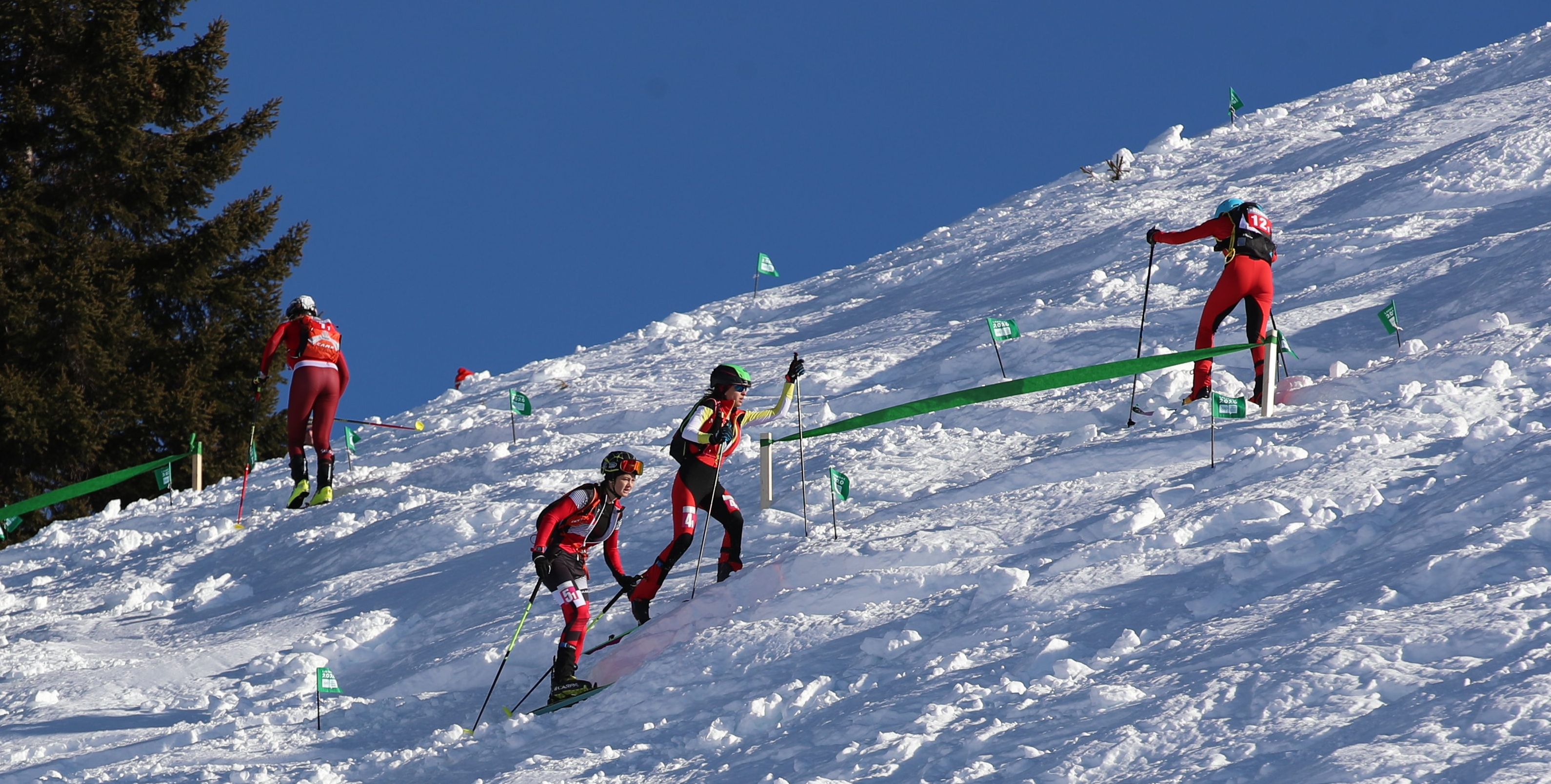
Mixed-Staffel im Skibergsteigen in Lausanne 2020

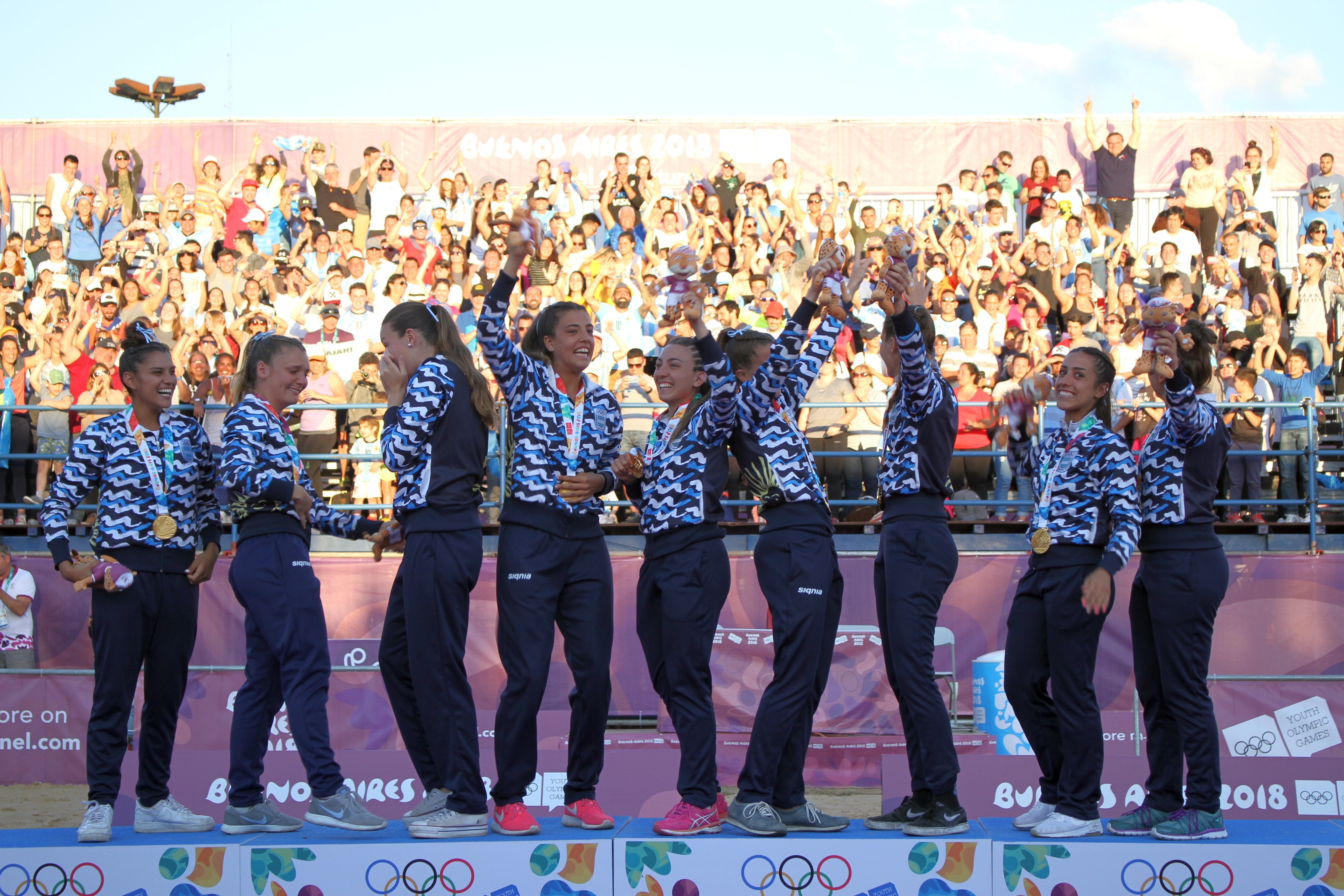
Siegerehrung bei den Mädchen im Beach-Handball in Buenos Aires 2018

Das Sportprogramm der Jugendspiele orientiert sich an dem der Olympischen Spiele und zunächst waren die Sportarten identisch, aber mit Karate, Rollsport, Sportklettern und Tanzsport kamen in Buenos Aires 2018 Sportarten hinzu, die bis zu diesem Zeitpunkt auch bei den Olympischen Spielen der Erwachsenen noch nicht ausgetragen worden waren. Bei den Jugend-Winterspielen in Lausanne 2020 kam Skibergsteigen als Sportart zum ersten Mal in das olympische Programm der Jugendspiele. Dagegen sollten Rodeln und Bobfahren angesichts der weltweit geringen Zahl von Sportlern und der notwendigen teuren Infrastruktur nicht unbedingt zum Programm gehören, waren jedoch bei den ersten beiden Austragungen doch dabei.
Die bei den Jugendspielen ausgetragenen Disziplinen/Wettbewerbe unterscheiden sich erheblich von denen der traditionellen Olympischen Spiele, da sie auf das Interesse der Jugendlichen abgestimmt sind – so wird z. B. Futsal anstelle von Fußball oder Beachhandball anstelle von Handball ausgetragen. Darüber hinaus haben sich die Jugendspiele für das IOC zu einem Experimentierfeld entwickelt, ob/wie neue Disziplinen/Wettbewerbe in das im olympischen Programm passen.
So war z. B. 7-er Rugby bereits bei den Jugendspielen in Nanjing 2014 olympisch – in Rio folgte zwei Jahre später die Wiederaufnahme von Rugby in das olympische Programm der traditionellen Olympischen Spiele. Karate und Sportklettern feierten bei den Jugendspielen in Buenos Aires 2018 olympische Premiere und standen für Tokio 2020 auf dem Programm.
Bei den Jugendspielen wurden von Anfang an Mixed-Wettbewerbe ausgetragen, die teilweise anschließend auch bei den Olympischen Spielen eingeführt werden. Insgesamt ist die Anzahl der Disziplinen und Wettbewerbe bei den Jugendspiele geringer als bei dem Pendant für Erwachsene.
Eine weitere Besonderheit der Jugendspiele war, dass es bei Teamwettbewerben internationale Mannschaften gibt, die aus Athleten unterschiedlicher nationaler Mannschaften gebildet werden. Diese Wettbewerbe wurden jedoch nach den Jugend-Winterspiele 2020 abgeschafft.

## Bildungs- und Kulturprogramm
Das Bildungs- und Kulturprogramm (CEP – Culture and Education Program) ist ein wichtiger Bestandteil der Olympischen Jugendspiele und richtet sich nicht nur an die jungen Athleten aus aller Welt, sondern auch an die am Austragungsort lebenden Jugendlichen.
Das CEP wird von den jeweiligen Veranstaltern der Jugendspiele organisiert und kann sich daher von Spielen zu Spielen unterscheiden. In Lillehammer 2016 gab es zum Beispiel ein „Learn & Share“-Programm, das den Fokus auf die folgenden fünf Hauptthemen legte:
- Euer Körper und Geist – Well-Being und ein gesunder Lifestyle
- Eure Karriere – Kompetenzen fördern
- Eure Taten – Soziale Verantwortung
- Eure Entdeckungen – Kultureller Austausch
- Eure Geschichten – Ausdrucksmöglichkeiten

Zu diesen Themen wurden dann Workshops, Aktivitäten, Exkursionen und Festivals veranstaltet. Bei „Körper und Geist“ ging es zum Beispiel um Prävention von Verletzungen, Doping und Verhinderung von sexuellen Übergriffen im Sport, aber auch darum, wie ein Fotofinish technisch funktioniert. Auf Exkursionen konnte man eine Skifabrik und eine Firma für Skiwachs besichtigen. Auf Workshops ging es unter anderem um verantwortungsvolle Benutzung von Social Media und eigene Erfahrungen damit.
Darüber hinaus gibt es drei Programme, die auch Teil der Bildungs- und Kulturprogramme sind:
- „Athlete Role Model“ (ARM) – ehemalige und derzeitige Olympiateilnehmer stehen den jungen Athleten in lockerer Atmosphäre für Gesprächsrunden zur Verfügung, um von ihren Erfahrungen zu berichten. Die ARMs werden von den Internationalen Sportföderationen ausgewählt – darunter waren in der Vergangenheit die japanische Ringerin Kaori Icho, die italienische Fußballerin Simone Farina und der namibische Leichtathlet Frank Fredericks.
- „Young Ambassadors“ – junge Athleten, die von den jeweiligen NOKs nominiert werden, werben in ihrem Umfeld für die Teilnahme am Bildungs- und Kulturprogramm.
- „Young Reporters“ – bietet jungen Journalisten und Journalismus-Studenten die Möglichkeit, bei den Jugendspielen Berufserfahrungen zu sammeln und an einem Trainingsprogramm teilzunehmen. Für die Auswahl der Teilnehmer sind die kontinentalen Dachverbände der Nationalen Olympischen Komitees zuständig.[11]

## Liste der Olympischen Jugendspiele

### Sommer
| Olympiade | Jahr | Austragungsort | Nationen                 | Teilnehmer               | Teilnehmer               | Teilnehmer               | Wettbewerbe              | Wettbewerbe              | Anmerkungen |
| Olympiade | Jahr | Austragungsort | Nationen                 | gesamt                   | Jungen                   | Mädchen                  | Disziplin                | Sportart                 | Anmerkungen |
| --------- | ---- | -------------- | ------------------------ | ------------------------ | ------------------------ | ------------------------ | ------------------------ | ------------------------ | --- |
| XXIX.     | 2010 | Singapur       | 204                      | 3.524                    | 1.846                    | 1.676                    | 201                      | 26                       | Erste Olympische Jugend-Spiele. Wettbewerbe im Badminton, Basketball, Bogenschießen, Boxen, Fechten, Fußball, Gewichtheben, Handball, Hockey, Judo, Kanu, Leichtathletik, Moderner Fünfkampf, Radsport, Reiten, Rhythmische Sportgymnastik, Ringen, Rudern, Schießen, Schwimmen, Segeln, Taekwondo, Tennis, Tischtennis, Trampolinturnen, Triathlon, Turnen, Volleyball und Wasserspringen. Das NOK Kuwaits wurde nach dem Versuch der politischen Einflussnahme durch die Regierung des Landes ausgeschlossen, die kuwaitischen Athleten durften unter olympischen Flagge antreten. |
| XXX.      | 2014 | Nanjing        | 201                      | 3.759                    | 1.908                    | 1.851                    | 222                      | 28                       | Anstatt Volleyball wird Beachvolleyball ausgetragen. Golf und Rugby sind zum ersten Mal Teil des Programms der Jugend-Spiele. |
| XXXI.     | 2018 | Buenos Aires   | 206                      | 3.348                    | 1.689                    | 1.659                    | 185                      | 28                       | Handball und Fußball werden durch Beachhandball und Futsal ersetzt. Neu im Programm sind Breakdance, Inline-Speedskating, Sportklettern, Karate sowie Akrobatik. |
| XXXII.    | 2022 | Dakar          | wurden nicht ausgetragen | wurden nicht ausgetragen | wurden nicht ausgetragen | wurden nicht ausgetragen | wurden nicht ausgetragen | wurden nicht ausgetragen | Aufgrund der Verschiebungen wegen der COVID-19-Pandemie gab das Internationale Olympische Komitees (IOC) Mitte Juli 2020 die Verlegung der Spiele auf das Jahr 2026 bekannt, da es ohne den neuen Termin fünf Olympische Spiele in drei Jahren gegeben hätte. |
| XXXIII.   | 2026 | Dakar          |                          |                          |                          |                          | 151                      | 25                       | Grundlegende Veränderung des Programmes. Pro Sportart ist nur noch eine Disziplin vertreten, 10 Sportarten wurden in das sogenannte Engagementprogramm ausgelagert. Erstmalige Austragung von Baseball5, Beachwrestling, Küstenrudern und Wushu. Gestrichen wurden Akrobatik und Inline-Speedskating; Erstmals keine Wettkämpfe für gemischte Mannschaften. |
| XXXIV.    | 2030 |                |                          |                          |                          |                          |                          |                          | |

### Winter
| Olympiade | Jahr | Austragungsort    | Nationen | Teilnehmer | Teilnehmer | Teilnehmer | Wettbewerbe | Wettbewerbe | Anmerkungen |
| Olympiade | Jahr | Austragungsort    | Nationen | gesamt     | Jungen     | Mädchen    | Disziplin   | Sportart    | Anmerkungen |
| --------- | ---- | ----------------- | -------- | ---------- | ---------- | ---------- | ----------- | ----------- | --- |
| XXX.      | 2012 | Innsbruck         | 70       | 1.059      |            |            | 63          | 15          | Erste Olympische Jugend-Winterspiele. Wettbewerbe im Biathlon, Bob, Curling, Eishockey, Eiskunstlauf, Eisschnelllauf, Freestyle-Skiing, Langlauf, Nordische Kombination, Rodeln, Shorttrack, Skeleton, Ski Alpin, Skispringen und Snowboard. |
| XXXI.     | 2016 | Lillehammer       | 72       | 1.067      |            |            | 70          | 15          | |
| XXXII.    | 2020 | Lausanne          | 79       | 1.784      | 913        | 875        | 81          | 16          | Neu im Programm sind Wettbewerbe im Skibergsteigen |
| XXXIII.   | 2024 | Gangwon           | 78       | 1.803      | 925        | 878        | 81          | 15          | Skibergsteigen wurde wieder aus dem Programm gestrichen; Erstmals keine Wettkämpfe für gemischte Mannschaften. |
| XXXIV.    | 2028 | Dolomiten-Veltlin |          |            |            |            |             |             | |